# Mètode de Romberg
En càlcul numèric, el mètode de Romberg (Romberg 1955) genera una taula triangular que consisteix en estimacions numèriques de la integral definida
{\displaystyle \int _{a}^{b}f(x)\,dx}
A base d'utilitzar l'extrapolació de Richardson (Richardson 1910) repetidament sobre el mètode trapezial. El mètode de Romberg avalua l'integrand a punts equidistants.
L'integrand ha de tenir derivades contínues tot i que es poden obtenir força bons resultats encara que només existeixin unes quantes derivades.
Si és possible avaluar l'integrand en punts desigualment espaiats, llavors altres mètodes com la quadratura de Gauss i la quadratura de Clenshaw-Curtis són, en general, més exactes. El mètode va ser descrit i desenvolupat per Werner Romberg en la década de 1950.

## Mètode
El mètode es pot definir per inducció així:
{\displaystyle R(0,0)={\frac {1}{2}}(b-a)(f(a)+f(b))}
{\displaystyle R(n,0)={\frac {1}{2}}R(n-1,0)+h_{n}\sum _{k=1}^{2^{n-1}}f(a+(2k-1)h_{n})}
{\displaystyle R(n,m)=R(n,m-1)+{\frac {1}{4^{m}-1}}(R(n,m-1)-R(n-1,m-1))}
o
{\displaystyle R(n,m)={\frac {1}{4^{m}-1}}(4^{m}R(n,m-1)-R(n-1,m-1))}
on
{\displaystyle n\geq 1}
{\displaystyle m\geq 1}
{\displaystyle h_{n}={\frac {b-a}{2^{n}}}.}
En notació de Landau, l'error de R(n,m) és:
{\displaystyle O\left(h_{n}^{2^{m+1}}\right).}
La primera extrapolació, {\displaystyle R(n,1)}, és equivalent al mètode de Simpson amb {\displaystyle n+2} punts.
Quan les avaluacions de la funció són costoses en termes computacionals, pot ser preferible substituir la interpolació polinòmica de Richardson per la interpolació racional proposada per Bulirsch & Stoer (1967).

## Implementació del mètode de Romberg en Python
Aquesta és una implementació del mètode de Romberg en Python.
```
from
 
math
 
import
 
*

def
 
imprimeix_fila
(
lst
):

 
print
 
' '
.
join
(
'
%11.8f
'
 
%
 
x
 
for
 
x
 
in
 
lst
)

def
 
romberg
(
f
,
 
a
,
 
b
,
 
eps
 
=
 
1E-8
):

 
"""Aproxima la integral definida de f des d'«a» fins a «b» pel mètode de Romberg.

 eps és la precisió desitjada."""

 
R
 
=
 
[[
0.5
 
*
 
(
b
 
-
 
a
)
 
*
 
(
f
(
a
)
 
+
 
f
(
b
))]]
 
# R[0][0]

 
imprimeix_fila
(
R
[
0
])

 
n
 
=
 
1

 
while
 
True
:

 
h
 
=
 
float
(
b
-
a
)
/
2
**
n

 
R
.
append
((
n
+
1
)
*
[
None
])
 
# Afegeix una fila buida.

 
R
[
n
][
0
]
 
=
 
0.5
*
R
[
n
-
1
][
0
]
 
+
 
h
*
sum
(
f
(
a
+
(
2
*
k
-
1
)
*
h
)
 
for
 
k
 
in
 
range
(
1
,
 
2
**
(
n
-
1
)
+
1
))
 
# per límits adequats

 
for
 
m
 
in
 
range
(
1
,
 
n
+
1
):

 
R
[
n
][
m
]
 
=
 
R
[
n
][
m
-
1
]
 
+
 
(
R
[
n
][
m
-
1
]
 
-
 
R
[
n
-
1
][
m
-
1
])
 
/
 
(
4
**
m
 
-
 
1
)

 
imprimeix_fila
(
R
[
n
])

 
if
 
abs
(
R
[
n
][
n
-
1
]
 
-
 
R
[
n
][
n
])
 
<
 
eps
:

 
return
 
R
[
n
][
n
]

 
n
 
+=
 
1

# En aquest exemple s'avalua la funció error erf(1).

print
 
romberg
(
lambda
 
t
:
 
2
/
sqrt
(
pi
)
*
exp
(
-
t
*
t
),
 
0
,
 
1
)

```

## Exemple
Com a exemple s'integra la funció de Gauss des de 0 fins a 1, és a dir
la funció error {\displaystyle {\rm {erf}}(1)\doteq 0.842700792949715}.
La taula triangular es calcula fila per fila i el càlcul s'acaba si els dos útims nombres de l'última fila defereixen menys de 1E-8.
```
 0.77174333
 0.82526296 0.84310283
 0.83836778 0.84273605 0.84271160
 0.84161922 0.84270304 0.84270083 0.84270066
 0.84243051 0.84270093 0.84270079 0.84270079 0.84270079

```

El resultat de la cantonada de baix a la dreta de la taula triangular és exacte en tots els dígits que es presenten.
És notable que aquest resultat s'ha obtingut a partir de les menys exactes aproximacions obtingudes pel mètode trapezial de la primera columna de la taula triangular.